# Port lotniczy Viseu
Port lotniczy Viseu – port lotniczy położony w mieście Viseu (Portugalia). Obsługuje połączenia krajowe.